# Seznam haitijskih slikarjev
Seznam haitijskih slikarjev.

## A
- Arijac

## B
- Rigaud Benoit

## C
- Dieudonné Cédor

## D
- Claude Dambreville

## F
- Frankétienne

## S
- Petion Savain